# Liste der Monuments historiques in Riedisheim
Die Liste der Monuments historiques in Riedisheim führt die Monuments historiques in der französischen Gemeinde Riedisheim auf.

## Liste der Objekte
| Bezeichnung                | Beschreibung                  | Standort                      | Kennzeichnung | Schutzstatus | Datum | Bild |
| -------------------------- | ----------------------------- | ----------------------------- | ------------- | ------------ | ----- | ---- |
| Orgel                      | Haupteintrag für PM68000306   | in der Kirche Ste-Afre (Lage) | PM68000929    | Classé       | 1979  |      |
| Instrumentalteil der Orgel | 1853 von Joseph Stiehr gebaut | in der Kirche Ste-Afre (Lage) | PM68000306    | Classé       | 1979  |      |